# Japan op de Olympische Zomerspelen 1964
Japan was gastheer van de Olympische Zomerspelen 1964 in Tokio. De Japanners wonnen 16 gouden medailles, een record tot op heden. Het eindigde op de derde plaats in het medailleklassement.

## Medailleoverzicht
| Sport         | Olympiër | Onderdeel                | Medaille |
| ------------- | --- | ------------------------ | -------- |
| Boksen        | Takao Sakurai | -54kg (m)                | Goud     |
| Gewichtheffen | Yoshinobu Miyake | -60kg (m)                | Goud     |
| Judo          | Takehide Nakatani | -68kg (m)                | Goud     |
| Judo          | Isao Okano | -68kg (m)                | Goud     |
| Judo          | Isao Inokuma | -68kg (m)                | Goud     |
| Turnen        | Yukio Endo | individuele meerkamp (m) | Goud     |
| Turnen        | Takashi Ono Shuji Tsurumi Haruhiro Yamashita Yukio Endo Takuji Hayata Takashi Mitsukuri | meerkamp team (m)        | Goud     |
| Turnen        | Takuji Hayata | ringen (m)               | Goud     |
| Turnen        | Yukio Endo | brug (m)                 | Goud     |
| Turnen        | Haruhiro Yamashita | sprong (m)               | Goud     |
| Volleybal     | Masae Kasai Emiko Miyamoto Kinuko Tanida Yuriko Handa Yoshiko Matsumura Sata Isobe Katsumi Matsumura Yoko Shinozaki Setsuko Sasaki Yuko Fujimoto Masako Kondo Ayano Shibuki                      | zaal (v)                 | Goud     |
| Worstelen     | Yoshikatsu Yoshida | -52kg vrije stijl (m)    | Goud     |
| Worstelen     | Yojiro Uetake | -57kg vrije stijl (m)    | Goud     |
| Worstelen     | Osamu Watanabe | -63kg vrije stijl (m)    | Goud     |
| Worstelen     | Tsutomu Hanahara | -52kg Grieks-Romeins (m) | Goud     |
| Worstelen     | Masamitsu Ichiguchi | -57kg Grieks-Romeins (m) | Goud     |
| Judo          | Akio Kaminaga | open klasse (m)          | Zilver   |
| Turnen        | Shuji Tsurumi | individuele meerkamp (m) | Zilver   |
| Turnen        | Yukio Endo | vloer (m)                | Zilver   |
| Turnen        | Shuji Tsurumi | paard voltige (m)        | Zilver   |
| Turnen        | Shuji Tsurumi | brug (m)                 | Zilver   |
| Atletiek      | Kokichi Tsuburaya | marathon (m)             | Brons    |
| Gewichtheffen | Shiro Ichinoseki | -56kg (m)                | Brons    |
| Gewichtheffen | Masashi Ohuchi | -75kg (m)                | Brons    |
| Schietsport   | Yoshihisa Yoshikawa | 50m pistool (m)          | Brons    |
| Turnen        | Taniko Nakamura Kiyoko Ono Hiroko Tsuji Toshiko Shirasu Ginko Chiba Keiko Ikeda | meerkamp team (v)        | Brons    |
| Volleybal     | Yutaka Demachi Tsutomu Koyama Sadatoshi Sugawara Naohiro Ikeda Yasutaka Sato Toshiaki Kosedo Tokihiko Higuchi Masayuki Minami Takeshi Tokutomi Teruhisa Moriyama Yūzo Nakamura Katsutoshi Nekoda | zaal (m)                 | Brons    |
| Worstelen     | Iwao Horiuchi | -70kg vrije stijl (m)    | Brons    |
| Zwemmen       | Yukiaki Okabe Toshio Shoji Makoto Fukui Kunihiro Iwasaki | 4x200 vrije slag (m)     | Brons    |

## Deelnemers en resultaten

### Atletiek
| Olympiër                                                  | Onderdeel                | Resultaat | Prestatie                                                                    |
| --------------------------------------------------------- | ------------------------ | --------- | ---------------------------------------------------------------------------- |
| Hideo Iijima                                              | 100m (m)                 | 14e       | serie 1: 1ste in 10,3 kwartfinale 3: 3de in 10,5 halve finale 2: 7de in 10,6 |
| Masaru Kamata                                             | 100m (m)                 | 45e       | serie 4: 6de in 10,9                                                         |
| Hayase Hirotada                                           | 400m (m)                 | 42e       | serie 7: 6de in 48,5                                                         |
| Mamoru Morimoto                                           | 800m (m)                 | 14e       | serie 6: 3de in 1.49,9 halve finale 1: 6de in 1.47,7                         |
| Toichi Yamaguchi                                          | 1500m (m)                | 37e       | serie 4: 10de in 3.56,7                                                      |
| Satsuo Iwashita                                           | 5000m (m)                | 30e       | serie 4: 6de in 14.18,4                                                      |
| Teruo Funai                                               | 10000m (m)               | 14e       | 29.33,2                                                                      |
| Watanabe Kazumi                                           | 10000m (m)               | 28e       | 31.00,6                                                                      |
| Kōkichi Tsuburaya                                         | 10000m (m)               | 6e        | 28.59,3                                                                      |
| Yasuda Hirokazu                                           | 110m horden (m)          | 14e       | serie 1: 3de in 14,53 halve finale 2: 7de in 14,30                           |
| Watanabe Kazumi                                           | 110m horden (m)          | 20e       | serie 5: 6de in 14,58                                                        |
| Keiko Iijima                                              | 400m horden (m)          | 22e       | serie 5: 5de in 52,8                                                         |
| Keiji Ogushi                                              | 400m horden (m)          | 28e       | serie 4: 5de in 53,6                                                         |
| Kiyoo Yui                                                 | 400m horden (m)          | 35e       | serie 2: 7de in 54,7                                                         |
| Zenji Okuzawa                                             | 3000m steeplechase (m)   | 15e       | serie 1: 5de in 8.50,0                                                       |
| Taketsugu Saruwatari                                      | 3000m steeplechase (m)   | 14e       | serie 2: 7de in 8.46,6                                                       |
| Saburo Yokomizo                                           | 3000m steeplechase (m)   | 24e       | serie 3: 9de in 9.04,6                                                       |
| Iijima Hideo Kamata Masaru Kiyoshi Asai Yojiro Muro       | 4x100m (m)               | 15e       | serie 2: 6de in 41,0 halve finale 2: 8ste in 40,6                            |
| Toru Honda Hirotada Hayase Yoshihiro Amano Masami Yoshida | 4x400m (m)               | 14e       | serie 1: 5de in 3.12,3 halve finale 2: 8ste in 40,6                          |
| Kenji Kimihara                                            | marathon (m)             | 8e        | 2:19.49                                                                      |
| Toru Terasawa                                             | marathon (m)             | 15e       | 2:23.09                                                                      |
| Kōkichi Tsuburaya                                         | marathon (m)             | Brons     | 2:16.22,8                                                                    |
| Noboru Ishiguro                                           | 20km snelwandelen (m)    | 23e       | 1:39.40                                                                      |
| Kiue Kuribayashi                                          | 20km snelwandelen (m)    | 25e       | 1:43.07                                                                      |
| Yasuo Naito                                               | 20km snelwandelen (m)    | DSQ       | gediskwalificeerd                                                            |
| Tadamasa Ejiri                                            | 50km snelwandelen (m)    | 22e       | 4:37.31,8                                                                    |
| Sumio Miwa                                                | 50km snelwandelen (m)    | 27e       | 4:52.00,6                                                                    |
| Kazuo Saito                                               | 50km snelwandelen (m)    | 25e       | 4:43.01,0                                                                    |
| Yamada Hiroomi                                            | verspringen (m)          | 9e        | kwalificatie: 12de met 7,46m finale: 9de met 7,16m                           |
| Koru Kawazu                                               | verspringen (m)          | 20e       | kwalificatie: 20ste met 7,28m                                                |
| Satoshi Takayanagi                                        | verspringen (m)          | 26e       | kwalificatie: 26ste met 7,15m                                                |
| Takayuki Okazaki                                          | hink-stap-springen (m)   | 10e       | kwalificatie: 7de met 16,05m finale: 10de met 15,90m                         |
| Tomio Ota                                                 | hink-stap-springen (m)   | DNF       | kwalificatie: geen geldige poging                                            |
| Koji Sakurai                                              | hink-stap-springen (m)   | 17e       | kwalificatie: 17de met 15,59m                                                |
| Kinya Miyazaki                                            | hoogspringen (m)         | 27e       | kwalificatie: 27ste met 1,90m                                                |
| Kuniyoshi Sugioka                                         | hoogspringen (m)         | 24e       | kwalificatie: 24ste met 2,00m                                                |
| Hisao Morita                                              | polsstokhoogspringen (m) | 22e       | kwalificatie: 22ste met 4,40m                                                |
| Masashi Otsubo                                            | polsstokhoogspringen (m) | 25e       | kwalificatie: 25ste met 4,20m                                                |
| Yoshimasa Torii                                           | polsstokhoogspringen (m) | 24e       | kwalificatie: 24ste met 4,40m                                                |
| Teruo Itokawa                                             | kogelstoten (m)          | 21e       | kwalificatie: 21ste met 15,84m                                               |
| Shohei Kaneko                                             | discuswerpen (m)         | 23e       | kwalificatie: 23ste met 46,46m                                               |
| Hideta Kanai                                              | speerwerpen (m)          | 22e       | kwalificatie: 22ste met 65,85m                                               |
| Takashi Miki                                              | speerwerpen (m)          | 19e       | kwalificatie: 19de met 68,70m                                                |
| Shohei Kasahara                                           | kogelslingeren (m)       | 22e       | kwalificatie: 19de met 61,87m                                                |
| Noboru Okamoto                                            | kogelslingeren (m)       | 25e       | kwalificatie: 20ste met 61,51m                                               |
| Takeo Sugawara                                            | kogelslingeren (m)       | 13e       | kwalificatie: 13de met 63,84m finale: 13de met 63,69m                        |
| Shohei Kasahara                                           | tienkamp (m)             | 15e       | 6838 punten                                                                  |
|                                                           |                          |           |                                                                              |
| Makiko Izawa                                              | 200m (v)                 | 28e       | serie 6: 5de in 25,4                                                         |
| Kiyoki Ogawa                                              | 400m (v)                 | 15e       | serie 1: 5de in 57,6 halve finale 1: 8ste in 57,1                            |
| Masako Kisaki                                             | 800m (v)                 | 21e       | serie 3: 7de in 2.18,6                                                       |
| Yoda Ikuko                                                | 80m horden (v)           | 5e        | serie 4: 2de in 10,7 halve finale 2: 2de in 10,7 finale: 5de in 10,7         |
| Reiko Ezoe Ikuko Yoda Etsuko Miyamoto Takako Inoguchi     | 4x100m (v)               | 11e       | serie 2: 6de in 47,0                                                         |
| Sachiko Kishimoto                                         | verspringen (v)          | 21e       | kwalificatie: 21ste met 5,87m                                                |
| Emiko Koumaru                                             | verspringen (v)          | 25e       | kwalificatie: 25ste met 5,66m                                                |
| Mitsuko Torii                                             | hoogspringen (v)         | 23e       | kwalificatie: 23ste met 1,60m                                                |
| Seiko Obonai                                              | kogelstoten (v)          | 15e       | kwalificatie: 15de met 13,70m                                                |
| Hiroko Uchida-Yokoyama                                    | discuswerpen (v)         | 16e       | kwalificatie: 16de met 47,18m                                                |
| Misako Katayama                                           | speerwerpen (v)          | 11e       | kwalificatie: 11de met 49,23m finale: 11de met 46,87m                        |
| Hiroko Sato                                               | speerwerpen (v)          | 7e        | kwalificatie: 9de met 49,92m finale: 7de met 52,48m                          |
| Takahashi Miyuki                                          | vijfkamp (v)             | 18e       | 3914 punten                                                                  |

### Basketbal
| Olympiër | Onderdeel | Resultaat | Prestatie |
| --- | --------- | --------- | --- |
| Akira Kodama Fumihiko Moroyama Kaoru Wakabayashi Katsuji Tsunoda Katsuo Bai Kunihiko Nakamura Masashi Shiga Nobuo Kaiho Seiji Fujie Setsuo Nara Takashi Masuda Yoshitaka Egawa | mannen    | 10e       | groep A: 6de V van Puerto Rico: 55-65 V van Polen: 51-87 W van Canada: 58-37 W van Hongarije: 58-41 V van Sovjet-Unie: 59-72 W van Italië: 72-68 V van Mexico: 62-64 9-12de plek: W van Finland: 54-45 9-10de plek: V van Australië: 57-64 |

| Voorronde Groep A |             |             |             |             |        |        |        |        |
| #                 | Land        | Wedstrijden | Wedstrijden | Wedstrijden | Punten | Punten | Punten | Punten |
| #                 | Land        | G           | W           | V           | V      | T      | Saldo  | Punten |
| 1                 | Sovjet-Unie | 7           | 7           | 0           | 562    | 424    | +138   | 14     |
| 2                 | Puerto Rico | 7           | 5           | 2           | 493    | 454    | +39    | 12     |
| 3                 | Polen       | 7           | 4           | 3           | 467    | 448    | +19    | 11     |
| 4                 | Italië      | 7           | 4           | 3           | 495    | 480    | +15    | 11     |
| 5                 | Mexico      | 7           | 3           | 4           | 485    | 514    | -29    | 10     |
| 6                 | Japan       | 7           | 3           | 4           | 421    | 428    | -7     | 10     |
| 7                 | Hongarije   | 7           | 2           | 5           | 407    | 469    | -62    | 9      |
| 8                 | Canada      | 7           | 0           | 7           | 408    | 521    | -113   | 7      |

| Ronde        | Datum | Plaats      | Land  | Score       | Land |
| ------------ | ----- | ----------- | ----- | ----------- | ---- |
| Groepsfase   |       |             |       |             |      |
| 11 oktober   | Tokio | Japan       | 55-65 | Puerto Rico |      |
| 12 oktober   | Tokio | Polen       | 81-57 | Japan       |      |
| 13 oktober   | Tokio | Canada      | 37-58 | Japan       |      |
| 14 oktober   | Tokio | Hongarije   | 41-58 | Japan       |      |
| 16 oktober   | Tokio | Sovjet-Unie | 72-59 | Japan       |      |
| 17 oktober   | Tokio | Japan       | 72-68 | Italië      |      |
| 18 oktober   | Tokio | Japan       | 62-64 | Mexico      |      |
| 9-12de plek  |       |             |       |             |      |
| 21 oktober   | Tokio | Finland     | 45-54 | Japan       |      |
| 13-14de plek |       |             |       |             |      |
| 23 oktober   | Tokio | Australië   | 64-57 | Japan       |      |

### Boksen
| Olympiër           | Onderdeel   | Resultaat | Prestatie |
| ------------------ | ----------- | --------- | --- |
| Shuta Yoshino      | -51kg (m)   | 9e        | 1ste ronde: vrij 2de ronde: V van EUA Babiasch: 2-3 |
| Takao Sakurai      | -54kg (m)   | Goud      | 1ste ronde: W van GBR Packer: 4-1 2de ronde: W van GHA Ayree: 5-0 kwartfinale: W van ROU Puiu: 5-0 halve finale: W van URU Rodríguez: 5-0 finale: W van KOR Chung: scheidsrechterlijke beslissing |
| Masataka Takayama  | -57kg (m)   | 9e        | 1ste ronde: W van NRH McLoughlin: 5-0 2de ronde: V van POL Gutman: scheidsrechterlijke beslissing                                                                                                 |
| Kanemaru Shiratori | -60kg (m)   | 9e        | 1ste ronde: W van GHA Amekudji: knock-out 2de ronde: V van USA Harris: 0-5 |
| Hoji Yonekura      | -63,5kg (m) | 9e        | 1ste ronde: W van ESP Velasquez: 3-2 2de ronde: V van CUB Bentancourt: 2-3 |
| Kichijiro Hamada   | -67kg (m)   | 5e        | 1ste ronde: W van IRI Roudsari: 5-0 2de ronde: W van PHI Alipala: 5-0 kwartfinale: V van POL Kasprzyk: 0-5                                                                                        |
| Koji Masuda        | -71kg (m)   | 9e        | 1ste ronde: W van RHO Gibson: scheidsrechterlijke beslissing 2de ronde: V van FRA Gonzales: 2-3                                                                                                   |
| Hitoshi Tenma      | -75kg (m)   | 17e       | 1ste ronde: V van ARG Aguilar: 0-5 |
| Tadayuki Maruyama  | +81kg (m)   | 9e        | 1ste ronde: V van AUS McQueen: 0-5 |

### Gewichtheffen
| Olympiër         | Onderdeel   | Resultaat | Prestatie                                                                                  |
| ---------------- | ----------- | --------- | ------------------------------------------------------------------------------------------ |
| Yukio Furuyama   | -56kg (m)   | 6e        | duwen: 6de met 105kg trekken: 8ste met 100kg stoten: 9de met 130kg totaal: 335kg           |
| Shiro Ishinoseki | -56kg (m)   | Brons     | duwen: 9de met 100kg trekken: 1ste met 110kg stoten: 3de met 137,5kg totaal: 347,5kg       |
| Hiroshi Fukuda   | -60kg (m)   | 4e        | duwen: 3de met 120kg trekken: 2de met 115kg stoten: 4de met 150kg totaal: 375kg            |
| Yoshinobu Miyake | -60kg (m)   | Goud      | duwen: 1ste met 122,5kg trekken: 1ste met 122,5kg stoten: 1ste met 152,5kg totaal: 397,5kg |
| Hiroshi Yamazaki | -67,5kg (m) | 6e        | duwen: 9de met 120kg trekken: 5de met 120kg stoten: 5de met 157,5kg totaal: 397,5kg        |
| Sadahiro Miwa    | -75kg (m)   | 5e        | duwen: 10de met 120kg trekken: 3de met 132,5kg stoten: 4de met 170kg totaal: 422,5kg       |
| Masashi Ohuchi   | -75kg (m)   | Brons     | duwen: 1ste met 140kg trekken: 2de met 135kg stoten: 6de met 162,5kg totaal: 437,5kg       |

### Hockey
| Olympiër | Onderdeel | Resultaat | Prestatie |
| --- | --------- | --------- | --- |
| Hiroshi Miwa Tsuneya Yuzaki Akio Takashima Shigeo Kaoku Kunio Iwahashi Toshihiko Yamaoka Kenji Takizawa Junichi Yamaguchi Hiroshi Tanaka Michio Okabe Seiji Kihara Katsuhiro Yuzaki Tetsuya Wakabayashi | mannen    | 7e        | groep A: 4de V van Pakistan: 0-1 V van Australië: 1-3 W van Nieuw-Zeeland: 1-0 W van Kenia: 2-0 W van Zuid-Rhodesië: 2-1 V van Groot-Brittannië: 0-1 5-8ste plek: V van Duitsland: 1-5 |

| Groep A |                  |             |             |             |             |            |            |            |        |
| #       | Land             | Wedstrijden | Wedstrijden | Wedstrijden | Wedstrijden | Doelpunten | Doelpunten | Doelpunten | Punten |
| #       | Land             | G           | W           | G           | V           | V          | T          | Saldo      | Punten |
| 1       | Pakistan         | 6           | 6           | 0           | 0           | 17         | 3          | +14        | 12     |
| 2       | Australië        | 6           | 4           | 0           | 2           | 16         | 5          | +11        | 8      |
| 3       | Kenia            | 6           | 3           | 1           | 2           | 7          | 9          | -2         | 7      |
| 4       | Japan            | 6           | 3           | 0           | 3           | 6          | 6          | 0          | 6      |
| 5       | Groot-Brittannië | 6           | 2           | 0           | 4           | 5          | 12         | -7         | 4      |
| 6       | Zuid-Rhodesië    | 6           | 1           | 1           | 4           | 4          | 16         | -12        | 3      |
| 7       | Nieuw-Zeeland    | 6           | 1           | 0           | 5           | 6          | 10         | -4         | 2      |

| Ronde       | Datum | Plaats        | Land | Score            | Land |
| ----------- | ----- | ------------- | ---- | ---------------- | ---- |
| Groepsfase  |       |               |      |                  |      |
| 11 oktober  | Tokio | Pakistan      | 1-0  | Japan            |      |
| 13 oktober  | Tokio | Australië     | 3-1  | Japan            |      |
| 15 oktober  | Tokio | Japan         | 1-0  | Nieuw-Zeeland    |      |
| 16 oktober  | Tokio | Japan         | 2-0  | Kenia            |      |
| 18 oktober  | Tokio | Zuid-Rhodesië | 1-2  | Japan            |      |
| 19 oktober  | Tokio | Japan         | 0-1  | Groot-Brittannië |      |
| 5-8ste plek |       |               |      |                  |      |
| 21 oktober  | Tokio | Duitsland     | 5-1  | Japan            |      |

### Judo
| Olympiër          | Onderdeel       | Resultaat | Prestatie |
| ----------------- | --------------- | --------- | --- |
| Takehide Nakatani | -68kg (m)       | Goud      | groep B: 1ste met 2 overwinningen kwartfinale: W van USA Maruyama halve finale: W van URS Stepanov finale: W van SUI Hänni |
| Isao Okano        | -80kg (m)       | Goud      | groep H: 1ste met 2 overwinningen kwartfinale: W van FRA Grossain halve finale: W van KOR Kim finale: W van EUA Hofmann    |
| Isao Inokuma      | +80kg (m)       | Goud      | groep D: 1ste met 2 overwinningen kwartfinale: W van KOR Kim halve finale: W van URS Kiknadze finale: W van CAN Rogers     |
| Akio Kaminaga     | open klasse (m) | Zilver    | groep A: 2de met 1 overwinning halve finale: W van EUA Glahn finale: V van NED Geesink                                     |

### Kanovaren
| Olympiër                                            | Onderdeel     | Resultaat | Prestatie                                                                            |
| --------------------------------------------------- | ------------- | --------- | ------------------------------------------------------------------------------------ |
| Shoji Yoshio                                        | C-1 1000m (m) | 10e       | serie 2: 4de in 5.05,11 herkansingen: 4de in 5.00,88                                 |
| Shunichi Iwamura Daisaburo Honda                    | C-2 1000m (m) | 10e       | serie 2: 5de in 4.25,86 herkansingen: 4de in 4.40,54                                 |
| Hideo Higashiyama                                   | K-1 1000m (m) | 12e       | serie 1: 6de in 4.17,47 herkansingen: 1ste in 4.42,93 halve finale 1: 4de in 4.17,44 |
| Hideo Kobayashi Katsufusa Kashimura                 | K-2 1000m (m) | 14e       | serie 2: 8ste in 4.00,94 herkansingen: 4de in 4.03,67                                |
| Izumi Eto Tomio Sumimoto Tadamasa Sato Yuji Umezawa | K-4 1000m (m) | 13e       | serie 1: 8ste in 3.33,25 herkansingen: 4de in 3.34,68                                |
|                                                     |               |           |                                                                                      |
| Hiroko Oshima Keiko Okamoto                         | K-2 500m (v)  | 10e       | serie 1: 5de in 2.14,53 herkansingen: 4de in 2.18,39                                 |

### Moderne vijfkamp
| Olympiër                                        | Onderdeel       | Resultaat | Prestatie    |
| ----------------------------------------------- | --------------- | --------- | ------------ |
| Yoshihide Fukutome                              | individueel (m) | 17e       | 4587 punten  |
| Shigeki Mino                                    | individueel (m) | 30e       | 4195 punten  |
| Shigeaki Uchino                                 | individueel (m) | 15e       | 4619 punten  |
| Yoshihide Fukutome Shigeki Mino Shigeaki Uchino | team (m)        | 8e        | 13402 punten |

### Paardensport
| Olympiër                                        | Onderdeel   | Resultaat | Prestatie                                                                      |
| Dressuur                                        | Dressuur    | Dressuur  | Dressuur                                                                       |
| ----------------------------------------------- | ----------- | --------- | ------------------------------------------------------------------------------ |
| Kikuko Inoue                                    | individueel | 16e       | kwalificatie: 16de met 648 punten                                              |
| Okabe Nagahira                                  | individueel | 19e       | kwalificatie: 19de met 589,5 punten                                            |
| Matsudaira Yorisuke                             | individueel | 21e       | kwalificatie: 21ste met 542 punten                                             |
| Inoue Kikuko Okabe Nagahira Matsudaira Yorisuke | team        | 6e        | 1779,5 punten                                                                  |
| Eventing                                        |             |           |                                                                                |
| Matsudaira Masaki                               | individueel | DNF       | niet gefinisht                                                                 |
| Katsumoto Masanori                              | individueel | DNF       | niet gefinisht                                                                 |
| Chiba Mikio                                     | individueel | 34e       | 268,47 strafpunten                                                             |
| Maeda Rikutoshi                                 | individueel | DNF       | niet gefinisht                                                                 |
| Chiba Mikio Matsudaira Masaki Maeda Rikutoshi   | team        | DNF       | niet gefinisht                                                                 |
| Springconcours                                  |             |           |                                                                                |
| Hiroshi Hoketsu                                 | individueel | 40e       | kwalificatie: 41ste met 63,75 strafpunten finale: 40ste met 111,75 strafpunten |
| Sasa Shinzo                                     | individueel | 38e       | kwalificatie: 40ste met 46,75 strafpunten finale: 38ste met 70,75 strafpunten  |
| Kageyama Yuzo                                   | individueel | DNF       | kwalificatie: niet gefinisht                                                   |
| Hiroshi Hoketsu Sasa Shinzo Kageyama Yuzo       | team        | 12e       | 340 strafpunten                                                                |

### Roeien
| Olympiër | Onderdeel       | Resultaat | Prestatie                                                                     |
| --- | --------------- | --------- | ----------------------------------------------------------------------------- |
| Satoomi Kasagi | skiff (m)       | 11e       | serie 2: 4de in 8.16,96 herkansingen: 3de in 8.13,44 finale B: 5de in 7.37,90 |
| Susumi Hosoya Yasushi Murase                                                                                                   | dubbel-twee (m) | 10e       | serie 2: 3de in 7.25,64 herkansingen: 3de in 7.18,98 finale B: 4de in 7.15,22 |
| Takao Kogo Norimasa Kurosaki                                                                                                   | twee-zonder (m) | 14e       | serie 1: 5de in 7.48,15 herkansingen: 4de in 7.54,43                          |
| Toshihiro Hamada Katsuhiko Ihara Masahiro Takatsuki                                                                            | twee-met (m)    | 15e       | serie 3: 5de in 8.32,51 herkansingen: 4de in 8.05,30                          |
| Shunsuke Miki Koju Tsukamoto Yasuji Honma Bunzo Kimura                                                                         | vier-zonder (m) | 12e       | serie 1: 5de in 7.24,35 herkansingen: 3de in 7.00,29 finale B: 6de in 6.51,60 |
| Hideo Oe Yukio Matsuda Hideaki Aida Masakatsu Yamanouchi Noriichi Yoshino                                                      | vier-met (m)    | 14e       | serie 1: 5de in 7.10,77 herkansingen: 4de in 7.31,60                          |
| Naoji Sato Koichi Miyano Tsugio Ito Tsuneo Ogasawara Yoshihiro Onishi Shin Hasegawa Hajime Ishikawa Ryuzo Kikuchi Osamu Mandai | acht (m)        | 10e       | serie 2: 3de in 6.16,67 herkansingen: 2de in 6.10,15 finale B: 4de in 6.05,14 |

### Schermen
| Olympiër                                                                          | Onderdeel       | Resultaat | Prestatie |
| --------------------------------------------------------------------------------- | --------------- | --------- | --- |
| Toshiaki Araki                                                                    | degen (m)       | 41e       | 1ste ronde groep H: 6de met 3 overwinningen |
| Heizaburo Okawa                                                                   | degen (m)       | 25e       | 1ste ronde groep B: 5de met 3 overwinningen 2de ronde groep A: 7de met 1 overwinning                                                               |
| Kazuhiko Tabuchi                                                                  | degen (m)       | 25e       | 1ste ronde groep G: 1ste met 5 overwinningen 2de ronde groep D: 6de met 2 overwinningen                                                            |
| Toshiaki Araki Katsutada Minatoi Kazuhiko Tabuchi Heizaburo Okawa Takeshi Teshima | degen team (m)  | 11e       | 1ste ronde groep C: 3de met 0 overwinningen |
| Kazuo Mano                                                                        | floret (m)      | 25e       | 1ste ronde groep C: 1ste met 5 overwinningen 2de ronde groep D: 3de met 2 overwinningen                                                            |
| Heizaburo Okawa                                                                   | floret (m)      | 25e       | 1ste ronde groep B: 3de met 3 overwinningen 2de ronde groep F: 1ste met 4 overwinningen                                                            |
| Kazuhiko Tabuchi                                                                  | floret (m)      | 25e       | 1ste ronde groep E: 4de met 3 overwinningen 2de ronde groep B: 4de met 2 overwinningen                                                             |
| Kazuhiko Tabuchi Fujio Shimizu Kazuo Mano Heizaburo Okawa Sosuke Toda             | floret team (m) | 4e        | 1ste ronde groep C: 1ste met 2 overwinningen kwartfinale: W van Hongarije: 9-7 halve finale: V van Polen: 4-9 bronzen finale: V van Frankrijk: 4-9 |
| Mitsuyuki Funamizu                                                                | sabel (m)       | 17e       | 1ste ronde groep E: 3de met 4 overwinningen 2de ronde groep A: 7de met 2 overwinningen                                                             |
| Teruhiro Kitao                                                                    | sabel (m)       | 17e       | 1ste ronde groep D: 4de met 2 overwinningen 2de ronde groep C: 8ste met 0 overwinningen                                                            |
| Seiji Shibata                                                                     | sabel (m)       | 17e       | 1ste ronde groep C: 4de met 2 overwinningen 2de ronde groep B: 7de met 1 overwinning                                                               |
| Fujio Shimizu Teruhiro Kitao Seiji Shibata Mitsuyuki Funamizu                     | sabel team (m)  | 9e        | 1ste ronde groep A: 3de met 0 overwinningen |
|                                                                                   |                 |           | |
| Tomoko Owada                                                                      | floret (v)      | 17e       | 1ste ronde groep C: 1ste met 3 overwinningen 2de ronde groep C: 2de met 2 overwinningen                                                            |
| Yoshie Takeuchi                                                                   | floret (v)      | 19e       | 1ste ronde groep D: 6de met 1 overwinning |
| Tamiko Yasui                                                                      | floret (v)      | 19e       | 1ste ronde groep B: 4de met 2 overwinningen |
| Yoshie Komori Tamiko Yasui Tomoko Owada Yoshie Takeuchi                           | floret team (v) | 7e        | 1ste ronde groep C: 4de met 0 overwinningen |

### Schietsport
| Olympiër            | Onderdeel                   | Resultaat | Prestatie   |
| ------------------- | --------------------------- | --------- | ----------- |
| Takao Ishii         | 50m geweer 3 houdingen (m)  | 25e       | 1128 punten |
| Shigemi Saito       | 50m geweer 3 houdingen (m)  | 34e       | 1106 punten |
| Takao Ishii         | 50m geweer liggend (m)      | 48e       | 584 punten  |
| Akihiro Rinzaki     | 50m geweer liggend (m)      | 6e        | 594 punten  |
| Shigemi Saito       | 300m geweer 3 houdingen (m) | 20e       | 1096 punten |
| Hajime Watanuki     | 300m geweer 3 houdingen (m) | 28e       | 1028 punten |
| Shinji Takahashi    | 50m pistool (m)             | 26e       | 536 punten  |
| Yoshihisa Yoshikawa | 50m pistool (m)             | Brons     | 554 punten  |
| Kanji Kubo          | 25m snelvuurpistool (m)     | 8e        | 587 punten  |
| Osamu Ochiai        | 25m snelvuurpistool (m)     | 24e       | 579 punten  |
| Toshiyasu Ishige    | trap (m)                    | 30e       | 184 punten  |
| Mitsuo Sanami       | trap (m)                    | 15e       | 189 punten  |

### Schoonspringen
| Olympiër               | Onderdeel     | Resultaat | Prestatie                                                      |
| ---------------------- | ------------- | --------- | -------------------------------------------------------------- |
| Shunsuke Kaneto        | 3m plank (m)  | 11e       | voorronde: 11de met 89,10 punten                               |
| Tadao Tosa             | 3m plank (m)  | 24e       | voorronde: 24ste met 71,59 punten                              |
| Toshio Yamano          | 3m plank (m)  | 21e       | voorronde: 21ste met 81,74 punten                              |
| Yosuke Arimitsu        | 10m toren (m) | 14e       | voorronde: 14de met 90,56 punten                               |
| Shunsuke Kaneto        | 10m toren (m) | 11e       | voorronde: 11de met 91,31 punten                               |
| Toshio Otsubo          | 10m toren (m) | 8e        | voorronde: 3de met 94,32 punten finale: 8ste met 142,05 punten |
|                        |               |           |                                                                |
| Kanoko Tsutani-Mabuchi | 3m plank (v)  | 7e        | voorronde: 7de met 85,27 punten finale: 7de met 125,28 punten  |
| Kumiko Watanabe        | 3m plank (v)  | 24e       | voorronde: 9de met 84,40 punten finale: 9de met 120,34 punten  |
| Hatsuko Kawai-Hirose   | 10m toren (m) | 16e       | voorronde: 16de met 45,00 punten                               |
| Keiko Osaki            | 10m toren (m) | 15e       | voorronde: 15de met 45,20 punten                               |
| Kumiko Watanabe        | 10m toren (m) | 18e       | voorronde: 18de met 43,50 punten                               |

### Voetbal
| Olympiër | Onderdeel | Resultaat | Prestatie |
| --- | --------- | --------- | --- |
| Aritatsu Ogi Hiroshi Katayama Hisao Kami Kenzo Yokoyama Kunishige Kamamoto Masashi Watanabe Mitsuo Kamata Ryozo Suzuki Ryuichi Sugiyama Saburo Kawabuchi Shigeo Yaegashi Teruki Miyamoto Yoshitada Yamaguchi | mannen    | 7e        | groep D: 2de W van Argentinië: 3-2 V van Ghana: 2-3 kwartfinale: V van Tsjecho-Slowakije: 0-4 5-8ste plek: V van Joegoslavië: 1-6 |

| Groep D |            |             |             |             |             |            |            |            |        |
| #       | Land       | Wedstrijden | Wedstrijden | Wedstrijden | Wedstrijden | Doelpunten | Doelpunten | Doelpunten | Punten |
| #       | Land       | G           | W           | G           | V           | V          | T          | Saldo      | Punten |
| 1       | Ghana      | 2           | 1           | 1           | 0           | 4          | 3          | +1         | 3      |
| 2       | Japan      | 3           | 1           | 0           | 1           | 5          | 5          | 0          | 2      |
| 3       | Argentinië | 3           | 0           | 1           | 1           | 3          | 4          | −1         | 1      |
| 4       | Italië     | 0           | 0           | 0           | 0           | 0          | 0          | 0          | 0      |

| Ronde       | Datum | Plaats            | Land | Score       | Land |
| ----------- | ----- | ----------------- | ---- | ----------- | ---- |
| Groepsfase  |       |                   |      |             |      |
| 14 oktober  | Tokio | Japan             | 3-2  | Argentinië  |      |
| 16 oktober  | Tokio | Japan             | 2-3  | Ghana       |      |
| Kwartfinale |       |                   |      |             |      |
| 18 oktober  | Tokio | Tsjecho-Slowakije | 4-0  | Japan       |      |
| 5-8ste plek |       |                   |      |             |      |
| 20 oktober  | Osaka | ' Japan '         | 1-6  | Joegoslavië |      |

### Turnen
| Olympiër                                                                                | Onderdeel                | Resultaat | Prestatie                                                          |
| --------------------------------------------------------------------------------------- | ------------------------ | --------- | ------------------------------------------------------------------ |
| Yukio Endo                                                                              | sprong (m)               | 6e        | kwalificatie: 3de met 19,40 punten finale: 6de met 19,075 punten   |
| Shuji Tsurumi                                                                           | sprong (m)               | 4e        | kwalificatie: 6de met 19,30 punten finale: 4de met 19,225 punten   |
| Haruhiro Yamashita                                                                      | sprong (m)               | Goud      | kwalificatie: 1ste met 19,50 punten finale: 1ste met 19,600 punten |
| Yukio Endo                                                                              | vloer (m)                | Zilver    | kwalificatie: 1ste met 19,40 punten finale: 2de met 19,35 punten   |
| Mitsukuri Takashi                                                                       | vloer (m)                | 4e        | kwalificatie: 4de met 19,20 punten finale: 5de met 19,100 punten   |
| Yamashita Haruhiro                                                                      | paard voltige (m)        | 4e        | kwalificatie: 4de met 19,15 punten finale: 4de met 19,075 punten   |
| Mitsukuri Takashi                                                                       | paard voltige (m)        | 6e        | kwalificatie: 2de met 19,30 punten finale: 6de met 18,65 punten    |
| Shuji Tsurumi                                                                           | paard voltige (m)        | Zilver    | kwalificatie: 3de met 19,25 punten finale: 2de met 19,325 punten   |
| Yukio Endō                                                                              | ringen (m)               | 6e        | kwalificatie: 1ste met 19,50 punten finale: 6de met 19,25 punten   |
| Takuji Hayata                                                                           | ringen (m)               | Goud      | kwalificatie: 2de met 19,45 punten finale: 1ste met 19,475 punten  |
| Tsurumi Shuji                                                                           | ringen (m)               | 5e        | kwalificatie: 6de met 19,35 punten finale: 5de met 19,275 punten   |
| Yukio Endō                                                                              | brug (m)                 | Goud      | kwalificatie: 1ste met 19,55 punten finale: 1ste met 19,675 punten |
| Shuji Tsurumi                                                                           | brug (m)                 | Zilver    | kwalificatie: 2de met 19,50 punten finale: 2de met 19,450 punten   |
| Yukio Endō                                                                              | rekstok (m)              | 5e        | kwalificatie: 3de met 19,40 punten finale: 5de met 19,050 punten   |
| Takashi Ono                                                                             | rekstok (m)              | 6e        | kwalificatie: 3de met 19,40 punten finale: 6de met 19,000 punten   |
| Yukio Endo                                                                              | individuele meerkamp (m) | Goud      | 115,95 punten                                                      |
| Takuji Hayata                                                                           | individuele meerkamp (m) | 8e        | 114,90 punten                                                      |
| Takashi Mitsukuri                                                                       | individuele meerkamp (m) | 9e        | 114,80 punten                                                      |
| Takashi Ono                                                                             | individuele meerkamp (m) | 11e       | 114,40 punten                                                      |
| Shuji Tsurumi                                                                           | individuele meerkamp (m) | Zilver    | 115,40 punten                                                      |
| Haruhiro Yamashita                                                                      | individuele meerkamp (m) | 6e        | 115,10 punten                                                      |
| Takashi Ono Shuji Tsurumi Haruhiro Yamashita Yukio Endo Takuji Hayata Takashi Mitsukuri | meerkamp team (m)        | Goud      | 577,95 punten                                                      |
|                                                                                         |                          |           |                                                                    |
| Toshiko Aihara                                                                          | sprong (v)               | 4e        | kwalificatie: 3de met 19,233 punten finale: 4de met 19,282 punten  |
| Toshiko Aihara                                                                          | brug (v)                 | 4e        | kwalificatie: 5de met 19,099 punten finale: 4de met 18,782 punten  |
| Ikeda Keiko                                                                             | balk (v)                 | 6e        | kwalificatie: 6de met 19,166 punten finale: 6de met 19,216 punten  |
| Chiba Ginko                                                                             | individuele meerkamp (v) | 24e       | 74,665 punten                                                      |
| Tsuji Hiroko                                                                            | individuele meerkamp (v) | 25e       | 74,597 punten                                                      |
| Ikeda Keiko                                                                             | individuele meerkamp (v) | 6e        | 76,031 punten                                                      |
| Ono Kiyoko                                                                              | individuele meerkamp (v) | 9e        | 75,665 punten                                                      |
| Nakamura Taniko                                                                         | individuele meerkamp (v) | 19e       | 75,198 punten                                                      |
| Aihara Toshiko                                                                          | individuele meerkamp (v) | 7e        | 75,997 punten                                                      |
| Taniko Nakamura Kiyoko Ono Hiroko Tsuji Toshiko Shirasu Ginko Chiba Keiko Ikeda         | meerkamp team (v)        | Brons     | 377,889 punten                                                     |

### Volleybal

#### Mannen
| Olympiër | Onderdeel | Resultaat | Prestatie |
| --- | --------- | --------- | --- |
| Yutaka Demachi Tsutomu Koyama Sadatoshi Sugawara Naohiro Ikeda Yasutaka Sato Toshiaki Kosedo Tokihiko Higuchi Masayuki Minami Takeshi Tokutomi Teruhisa Moriyama Yūzo Nakamura Katsutoshi Nekoda | zaal (m)  | Brons     | groepsfase: 3de W van Zuid-Korea: 3-0 (17-15, 15-8, 15-3) V van Hongarije: 0-3 (12-15, 8-15, 12-15) V van Tsjecho-Slowakije: 1-3 (15-9, 13-15, 12-15, 13-15) W van Bulgarije: 3-1 (15-10, 12-15, 15-6, 15-10) W van Verenigde Staten: 3-1 (15-12, 15-10, 13-15, 15-11) W van Sovjet-Unie: 3-1 (14-16, 15-5, 15-8, 15-10) W van Brazilië: 3-2 (15-12, 15-9, 12-15, 7-15, 15-11) W van Roemenië: 3-0 (15-9, 15-9, 15-8) W van Nederland: 3-1 (15-17, 15-4, 15-8, 15-5) |

| Groepsfase |                   |             |             |             |             |             |             |        |        |        |        |
| #          | Land              | Wedstrijden | Wedstrijden | Wedstrijden | Wedstrijden | Wedstrijden | Wedstrijden | Punten | Punten | Punten | Punten |
| #          | Land              | G           | W           | V           | SW          | SV          | SR          | SPW    | SPL    | Saldo  | Punten |
| 1          | Sovjet-Unie       | 9           | 8           | 1           | 25          | 5           | +20         | 415    | 279    | +136   | 17     |
| 2          | Tsjecho-Slowakije | 9           | 8           | 1           | 26          | 10          | +16         | 486    | 399    | +87    | 17     |
| 3          | Japan             | 9           | 7           | 2           | 22          | 12          | +10         | 475    | 372    | +105   | 16     |
| 4          | Roemenië          | 9           | 6           | 3           | 19          | 15          | +4          | 432    | 394    | +38    | 15     |
| 5          | Bulgarije         | 9           | 5           | 4           | 20          | 16          | +4          | 464    | 429    | +35    | 14     |
| 6          | Hongarije         | 9           | 4           | 5           | 18          | 18          | 0           | 449    | 466    | -17    | 13     |
| 7          | Brazilië          | 9           | 3           | 6           | 13          | 23          | -10         | 410    | 474    | -64    | 12     |
| 8          | Nederland         | 9           | 2           | 7           | 11          | 24          | -13         | 378    | 482    | -104   | 11     |
| 9          | Verenigde Staten  | 9           | 2           | 7           | 10          | 23          | -13         | 360    | 450    | -90    | 11     |
| 10         | Zuid-Korea        | 9           | 0           | 9           | 9           | 27          | -16         | 376    | 500    | -124   | 9      |

| Ronde      | Datum | Plaats            | Land | Score            | Land |
| ---------- | ----- | ----------------- | ---- | ---------------- | ---- |
| Groepsfase |       |                   |      |                  |      |
| 13 oktober | Tokio | Japan             | 3-0  | Zuid-Korea       |      |
| 14 oktober | Tokio | Hongarije         | 3-0  | Japan            |      |
| 15 oktober | Tokio | Tsjecho-Slowakije | 3-1  | Japan            |      |
| 17 oktober | Tokio | Japan             | 3-1  | Bulgarije        |      |
| 18 oktober | Tokio | Japan             | 3-1  | Verenigde Staten |      |
| 19 oktober | Tokio | Japan             | 3-1  | Sovjet-Unie      |      |
| 21 oktober | Tokio | Japan             | 3-2  | Brazilië         |      |
| 22 oktober | Tokio | Japan             | 3-0  | Roemenië         |      |
| 23 oktober | Tokio | Japan             | 3-1  | Nederland        |      |

#### Vrouwen
| Olympiër | Onderdeel | Resultaat | Prestatie |
| --- | --------- | --------- | --- |
| Masae Kasai Emiko Miyamoto Kinuko Tanida Yuriko Handa Yoshiko Matsumura Sata Isobe Katsumi Matsumura Yoko Shinozaki Setsuko Sasaki Yuko Fujimoto Masako Kondo Ayano Shibuki | zaal (v)  | Goud      | groepsfase: 1ste W van Verenigde Staten: 3-0 (15-1, 15-5, 15-2) W van Roemenië: 3-0 (15-7, 15-3, 15-8) W van Zuid-Korea: 3-0 (15-3, 15-2, 15-4) W van Polen: 3-1 (15-4, 15-5, 13-15, 15-2) W van Sovjet-Unie: 3-0 (15-11, 15-8, 15-13) |

| Groepsfase |                  |             |             |             |             |             |             |        |        |        |        |
| #          | Land             | Wedstrijden | Wedstrijden | Wedstrijden | Wedstrijden | Wedstrijden | Wedstrijden | Punten | Punten | Punten | Punten |
| #          | Land             | G           | W           | V           | SW          | SV          | SR          | SPW    | SPL    | Saldo  | Punten |
| 1          | Japan            | 5           | 5           | 0           | 15          | 1           | +14         | 238    | 93     | +145   | 10     |
| 2          | Sovjet-Unie      | 5           | 4           | 1           | 12          | 3           | +9          | 212    | 97     | +115   | 8      |
| 3          | Polen            | 5           | 3           | 2           | 10          | 6           | +4          | 180    | 162    | +18    | 6      |
| 4          | Roemenië         | 5           | 2           | 3           | 6           | 9           | -3          | 140    | 172    | -32    | 4      |
| 5          | Verenigde Staten | 5           | 1           | 4           | 3           | 12          | -9          | 98     | 213    | -115   | 2      |
| 6          | Zuid-Korea       | 5           | 0           | 5           | 0           | 15          | -15         | 94     | 225    | -131   | 0      |

| Ronde      | Datum | Plaats           | Land | Score       | Land |
| ---------- | ----- | ---------------- | ---- | ----------- | ---- |
| Groepsfase |       |                  |      |             |      |
| 11 oktober | Tokio | Verenigde Staten | 0-3  | Japan       |      |
| 12 oktober | Tokio | Roemenië         | 0-3  | Japan       |      |
| 14 oktober | Tokio | Zuid-Korea       | 0-3  | Japan       |      |
| 18 oktober | Tokio | Polen            | 1-3  | Japan       |      |
| 23 oktober | Tokio | Japan            | 3-0  | Sovjet-Unie |      |

### Waterpolo
| Olympiër | Onderdeel | Resultaat | Prestatie                                          |
| --- | --------- | --------- | -------------------------------------------------- |
| Mineo Kato Hachiro Arakawa Takashi Yokoyama Kazuya Takeuchi Yoji Shimizu Shigenobu Fujimoto Koki Takagi Keisuke Satsuke | mannen    | 9e        | groep A: 3de V van Italië: 3-5 V van Roemenië: 4-9 |

| Groep A |          |             |             |             |             |        |        |        |        |
| #       | Land     | Wedstrijden | Wedstrijden | Wedstrijden | Wedstrijden | Punten | Punten | Punten | Punten |
| #       | Land     | G           | W           | G           | V           | V      | T      | Saldo  | Punten |
| 1       | Italië   | 2           | 2           | 0           | 0           | 9      | 6      | +3     | 4      |
| 2       | Roemenië | 2           | 1           | 0           | 1           | 12     | 8      | +4     | 2      |
| 3       | Japan    | 2           | 0           | 0           | 2           | 7      | 14     | -7     | 0      |

| Ronde      | Datum | Plaats   | Land | Score | Land |
| ---------- | ----- | -------- | ---- | ----- | ---- |
| Groepsfase |       |          |      |       |      |
| 12 oktober | Tokio | Italië   | 5-3  | Japan |      |
| 12 oktober | Tokio | Roemenië | 9-4  | Japan |      |

### Wielersport
| Olympiër                                                      | Onderdeel                     | Resultaat | Prestatie                                                        |
| Baan                                                          | Baan                          | Baan      | Baan                                                             |
| ------------------------------------------------------------- | ----------------------------- | --------- | ---------------------------------------------------------------- |
| Tsuyoshi Kawachi                                              | sprint (m)                    | 24e       | serie 13: 3de herkansingen: 2de                                  |
| Katsuhiko Sato                                                | sprint (m)                    | 11e       | serie 10: 1ste in 11,92 2de ronde serie 6: 3de herkansingen: 3de |
| Katsuhiko Sato                                                | tijdrit (m)                   | 10e       | 1.11,68                                                          |
| Hiromi Yamafuji                                               | individuele achtervolging (m) | 13e       |                                                                  |
| Hideo Madarame Toshimitsu Teshima                             | tandem (m)                    | 10e       | 1ste ronde: V van HUN Bicskey/Habony herkansingen: 3de           |
| Norio Hotogi Fujio Ito Kosaku Takahashi Hiromi Yamafuji       | ploegenachtervolging (m)      | 11e       |                                                                  |
| Weg                                                           |                               |           |                                                                  |
| Toshiro Akamatsu                                              | wegwedstrijd (m)              | 106e      | 4:39.51,83                                                       |
| Masashi Omiya                                                 | wegwedstrijd (m)              | 37e       | 4:39.51,76                                                       |
| Masanori Tsuji                                                | wegwedstrijd (m)              | DNF       | niet gefinisht                                                   |
| Hiroshi Yamao                                                 | wegwedstrijd (m)              | 105e      | 4:59.31,83                                                       |
| Takehisa Kato Masashi Omiya Yoshio Shimura Hirotsugu Fukuhara | ploegentijdrit (m)            | 19e       | 2:40.13,27                                                       |

### Worstelen
| Olympiër            | Onderdeel   | Resultaat   | Prestatie |
| Vrije stijl         | Vrije stijl | Vrije stijl | Vrije stijl |
| ------------------- | ----------- | ----------- | --- |
| Yoshikatsu Yoshida  | -52kg (m)   | Goud        | 1ste ronde: W van FRA Zoete 2de ronde: W van MEX del Rio 3de ronde: W van TUR Yanılmaz 4de ronde: W van ITA Grassi 5de ronde: W van URS Aliyev 6de ronde: W van KOR Chang                                  |
| Yojiro Uetake       | -57kg (m)   | Goud        | 1ste ronde: W van EUA Dodrimont 2de ronde: W van GBR Pilling 3de ronde: W van PAK Siraj-Din 4de ronde: W van KOR Choi 5de ronde: W van USA Auble 6de ronde: W van URS Ibrahimov 7de ronde: W van TUR Akbaş |
| Osamu Watanabe      | -63kg (m)   | Goud        | 1ste ronde: W van MGL Sanjaa 2de ronde: W van NRH Smith 3de ronde: W van ARG Romero 4de ronde: W van EUA Schilling 5de ronde: W van BUL Ivanov 6de ronde: W van URS Khokashvili                            |
| Iwao Horiuchi       | -70kg (m)   | Brons       | 1ste ronde: W van MGL Sereeter 2de ronde: W van SWE Poikala 3de ronde: W van USA Ruth 4de ronde: G van IRI Movahed 5de ronde: W van TUR Atalay                                                             |
| Yasuo Watanabe      | -78kg (m)   | 5e          | 1ste ronde: W van ROU Tampa 2de ronde: V van IRI Sanatakaran 3de ronde: W van EUA Heinze 4de ronde: W van CAN Oberlander                                                                                   |
| Tatsuo Sasaki       | -87kg (m)   | 5e          | 1ste ronde: W van EUA Bauch 2de ronde: W van MGL Bayanmönkh 3de ronde: V van USA Brand 4de ronde: G van HUN Hollósi                                                                                        |
| Shunichi Kawano     | -97kg (m)   | 9e          | 1ste ronde: W van GBR Buck 2de ronde: G van HUN Vígh 3de ronde: V van IRI Takhti |
| Masanori Saito      | +97kg (m)   | 7e          | 1ste ronde: vrij 2de ronde: G van SWE Robertsson 3de ronde: V van GBR McNamara |
| Grieks-Romeins      |             |             | |
| Tsutomu Hanahara    | -52kg (m)   | Goud        | 1ste ronde: W van HUN Alker 2de ronde: W van URS Sayadov 3de ronde: W van GRE Ganotis 4de ronde: W van BEL Mewis 5de ronde: W van ROU Pîrvulescu 6de ronde: W van BUL Kerezov                              |
| Masamitsu Ichiguchi | -57kg (m)   | Goud        | 1ste ronde: W van AFG Noor 2de ronde: W van EUA Stange 3de ronde: W van HUN Varga 4de ronde: W van BUL Pashkulev 5de ronde: W van TCH Švec                                                                 |
| Koji Sakurama       | -63kg (m)   | 4e          | 1ste ronde: W van MEX Tovar 2de ronde: W van PHI Senosa 3de ronde: W van AUT Marte 4de ronde: W van POL Macioch 5de ronde: V van URS Rurua                                                                 |
| Tokuaki Fujita      | -70kg (m)   | 4e          | 1ste ronde: W van ARG Romero 2de ronde: W van GRE Savvas 3de ronde: W van DEN Madsen 4de ronde: G van FIN Tapio 5de ronde: G van YUG Horvat 6de ronde: V van URS Gvantseladze 7de ronde: G van ROU Bularcă |
| Sadao Kazama        | -78kg (m)   | 11e         | 1ste ronde: G van EUA Vesper 2de ronde: W van HUN Rizmayer 3de ronde: V van SWE Nyström |
| Kenjiro Hiraki      | -87kg (m)   | 12e         | 1ste ronde: V van TCH Kormaník 2de ronde: W van LUX Schummer 3de ronde: G van SWE Persson |
| Akira Nakaura       | -97kg (m)   | 14e         | 1ste ronde: V van FIN Mäenpää 2de ronde: V van TUR Yılmaz |
| Tsuneharu Sugiyama  | +97kg (m)   | 7e          | 1ste ronde: V van HUN Kozma 2de ronde: vrij 3de ronde: V van EUA Dietrich |

### Zeilen
| Olympiër                                        | Onderdeel       | Resultaat | Prestatie                           |
| ----------------------------------------------- | --------------- | --------- | ----------------------------------- |
| Takashi Yamada                                  | finn klasse     | 21e       | 2486 punten: (18-21-17-18-14-20-11) |
| Yasutoshi Tagami Kendjiro Matsuda               | flying dutchman | 14e       | 2166 punten: (9-6-13-DNF-15-16-14)  |
| Masayuki Ishii Takafumi Okubo                   | star klasse     | 13e       | 1494 punten: (15-11-7-13-13-16-DSQ) |
| Saburo Tanamachi Tadashi Funaoka Teruyuki Hiiro | draken klasse   | 17e       | 1762 punten: (17-18-17-14-16-16-10) |
| Fujiya Matsumoto Masao Yoshida Takeshi Hagiwara | 5,5m klasse     | 14e       | 1070 punten: (12-11-14-12-13-14-13) |

### Zwemmen
| Olympiër                                                                      | Onderdeel             | Resultaat | Prestatie                                                                        |
| ----------------------------------------------------------------------------- | --------------------- | --------- | -------------------------------------------------------------------------------- |
| Tatsuo Fujimoto                                                               | 100m vrije slag (m)   | 17e       | serie 7: 2de in 55,8 halve finale 3: 5de in 55,8                                 |
| Tadaharu Goto                                                                 | 100m vrije slag (m)   | 14e       | serie 3: 3de in 55,8 halve finale 1: 5de in 55,6                                 |
| Yukiaki Okabe                                                                 | 100m vrije slag (m)   | 11e       | serie 5: 2de in 54,4 halve finale 1: 3de in 55,2                                 |
| Takeshi Yamakage                                                              | 400m vrije slag (m)   | 16e       | serie 5: 3de in 4.27,8                                                           |
| Tsuyoshi Yamanaka                                                             | 400m vrije slag (m)   | 6e        | serie 4: 1ste in 4.21,1 finale: 6de in 4.19,1                                    |
| Haruo Yoshimuta                                                               | 400m vrije slag (m)   | 17e       | serie 1: 2de in 4.28,8                                                           |
| Kazuyuki Iwamoto                                                              | 1500m vrije slag (m)  | 13e       | serie 1: 3de in 17.52,7                                                          |
| Satoru Nakano                                                                 | 1500m vrije slag (m)  | 11e       | serie 5: 2de in 17.40,4                                                          |
| Sueaki Sasaki                                                                 | 1500m vrije slag (m)  | 6e        | serie 2: 2de in 17.28,8 finale: 6de in 17.25,3                                   |
| Shigeo Fukushima                                                              | 200m rugslag (m)      | 4e        | serie 2: 1ste in 2.14,7 (OR) halve finale 1: 2de in 2.14,1 finale: 4de in 2.13,2 |
| Keisuke Ito                                                                   | 200m rugslag (m)      | 12e       | serie 3: 2de in 2.16,7 halve finale 1: 7de in 2.17,6                             |
| Isagi Osumi                                                                   | 200m rugslag (m)      | 10e       | serie 1: 2de in 2.17,3 halve finale 1: 5de in 2.17,0                             |
| Kenjiro Matsumoto                                                             | 200m schoolslag (m)   | 9e        | serie 4: 1ste in 2.33,8 (OR) halve finale 2: 5de in 2.34,3                       |
| Yoshiaki Shikiishi                                                            | 200m schoolslag (m)   | 10e       | serie 5: 2de in 2.32,3 halve finale 2: 6de in 2.34,5                             |
| Osamu Tsurumine                                                               | 200m schoolslag (m)   | 6e        | serie 3: 2de in 2.34,1 halve finale 1: 4de in 2.33,3 finale: 6de in 2.33,6       |
| Yoshinori Kadonaga                                                            | 200m vlinderslag (m)  | 6e        | serie 5: 3de in 2.14,5 halve finale 2: 3de in 2.12,3 finale: 6de in 2.12,6       |
| Atsushi Obayashi                                                              | 200m vlinderslag (m)  | 12e       | serie 1: 2de in 2.15,1 halve finale 2: 5de in 2.14,1                             |
| Kosuke Sato                                                                   | 200m vlinderslag (m)  | 9e        | serie 2: 2de in 2.12,4 halve finale 1: 5de in 2.13,4                             |
| Kunihiro Iwasaki Tadaharu Goto Tatsuo Fujimoto Yukiaki Okabe Katsuki Ishihara | 4x100m vrije slag (m) | 4e        | serie 1: 3de in 3.42,3 finale: 4de in 3.40,5                                     |
| Yukiaki Okabe Toshio Shoji Makoto Fukui Kunihiro Iwasaki                      | 4x200 vrije slag (m)  | Brons     | serie 1: 2de in 8.10,4 finale: 3de in 8.03,8                                     |
| Shigeo Fukushima Kenji Ishikawa Isao Nakajima Yukiaki Okabe                   | 4x100m wisselslag (m) | 4e        | serie 1: 2de in 4.07,3 finale: 5de in 4.06,6                                     |
|                                                                               |                       |           |                                                                                  |
| Miyoko Azuma                                                                  | 100m vrije slag (v)   | 36e       | serie 6: 6de in 1.06,4                                                           |
| Toyoko Kimura                                                                 | 100m vrije slag (v)   | 26e       | serie 5: 4de in 1.04,8                                                           |
| Ryoko Urakami                                                                 | 100m vrije slag (v)   | 24e       | serie 1: 5de in 1.04,5                                                           |
| Kazue Hayakawa                                                                | 400m vrije slag (v)   | 11e       | serie 5: 3de in 4.56,5                                                           |
| Tazuko Kikutani                                                               | 400m vrije slag (v)   | 22e       | serie 1: 5de in 5.06,3                                                           |
| Michiko Kihara                                                                | 100m rugslag (v)      | 9e        | serie 2: 3de in 1.11,1                                                           |
| Satoko Tanaka                                                                 | 100m rugslag (v)      | 4e        | serie 1: 2de in 1.10,0 finale: 4de in 1.08,6                                     |
| Yoshiko Morizane                                                              | 200m schoolslag (v)   | 21e       | serie 4: 6de in 2.59,9                                                           |
| Noriko Yamamoto                                                               | 200m schoolslag (v)   | 17e       | serie 1: 5de in 2.57,0                                                           |
| Hiroko Saito                                                                  | 100m vlinderslag (v)  | 24e       | serie 4: 5de in 1.13,1                                                           |
| Kimiko Sato                                                                   | 100m vlinderslag (v)  | 16e       | serie 2: 4de in 1.10,6 halve finale 1: 8ste in 1.11,2                            |
| Eiko Takahashi                                                                | 100m vlinderslag (v)  | 7e        | serie 1: 2de in 1.08,4 halve finale 2: 3de in 1.07,8 finale: 7de in 1.09,1       |
| Kimiko Ezaka                                                                  | 400m wisselslag (v)   | 13e       | serie 3: 4de in 5.42,1                                                           |
| Natsuko Matsuda                                                               | 400m wisselslag (v)   | 19e       | serie 4: 4de in 5.51,5                                                           |
| Ryoko Urakami Michiko Kihara Toyoko Kimura Miyoko Azuma                       | 4x100 vrije slag (v)  | 10e       | serie 1: 5de in 4.19,2 (NR)                                                      |
| Satoko Tanaka Noriko Yamamoto Eiko Takahashi Michiko Kihara                   | 4x100m wisselslag (v) | 4e        | serie 1: 2de in 4.40,6 (NR) finale: 4de in 4.42,0                                |

Afghanistan · Algerije · Argentinië · Australië · Bahama's · België · Bermuda · Birma · Bolivia · Brazilië · Brits-Guiana · Bulgarije · Cambodja · Canada · Ceylon · Chili · Colombia · Congo-Brazzaville · Costa Rica · Cuba · Denemarken · Dominicaanse Republiek · Duits eenheidsteam · Ethiopië · Filipijnen · Finland · Frankrijk · Ghana · Griekenland · Groot-Brittannië · Hongarije · Hongkong · Ierland · IJsland · India · Irak · Iran · Israël · Italië · Ivoorkust · Jamaica · Japan · Joegoslavië · Kameroen · Kenia · Libanon · Liberia · Libië · Liechtenstein · Luxemburg · Madagaskar · Maleisië · Mali · Marokko · Mexico · Monaco · Mongolië · Nederland · Nederlandse Antillen · Nepal · Nieuw-Zeeland · Niger · Nigeria · Noord-Rhodesië · Noorwegen · Oeganda · Oostenrijk · Pakistan · Panama · Peru · Polen · Portugal · Puerto Rico · Roemenië · Senegal · Sovjet-Unie · Spanje · Taiwan · Tanganyika · Thailand · Trinidad en Tobago · Tsjaad · Tsjecho-Slowakije · Tunesië · Turkije · Uruguay · Venezuela · Verenigde Arabische Republiek · Verenigde Staten · Vietnam · Zuid-Korea · Zuid-Rhodesië · Zweden · Zwitserland